# Michele Kerbaker
Michele Kerbaker (Torino, 10 settembre 1835 – Napoli, 20 settembre 1914) è stato un linguista, glottologo e sanscritista italiano.

## Biografia
Dopo aver compiuto gli studi a Torino, negli anni Sessanta del XIX secolo si trasferì a Napoli, frequentando all'Università i corsi di Giacomo Lignana. Dopo aver insegnato presso il Liceo classico Umberto I, ottenne nel 1872 la cattedra di Lingue e letterature comparate che era stata di Lignana. Fu direttore e insegnante al Collegio Asiatico (dal 1888 Istituto Orientale di Napoli), e nel 1907 entrò nell'Accademia dei Lincei.
Profondo conoscitore delle letterature classiche (ma anche di quelle moderne), fu precipuamente un indologo e imparò da autodidatta il sanscrito. Fu tra i primi a occuparsi di mitologia comparata. Kerbaker partì dalla riflessione linguistica sui testi di partenza per giungere all'interpretazione dei modelli culturali dell'India dei Rishi, i poeti nomadi che popolavano all'epoca il bacino dell'Indo e del Gange. Ne avvertì il profondo contatto con la natura, le cui forze venivano personificate in divinità luminose che avevano il potere di proteggere gli Arii dalle tribù guerriere che abitavano le foreste che dovevano attraversare quando dall'Himalaya discendevano verso l'Indo.
Fu fautore, insieme ad Alfredo Piazzi e Carlo Cantoni, della libertà degli ordinamenti didattici, contrastata dal ministro Giovanni Gentile.
Le sue traduzioni degli inni vedici e di altri poemi indiani - che in molti casi costituiscono la prima versione italiana assoluta -, come il Mahābhārata e i drammi di Kālidāsa (Abhijñānaśākuntala) e di Sūdraka (Il carretto d’argilla) ne fecero uno dei maggiori sanscritisti italiani dell'epoca assieme a Vittorio Rugarli. Intese tradurre i concetti originali del Rig-Veda, il primo dei quattro testi vedici, e curò anche la versione del celebre inno all'Aurora ivi contenuto, fonte di ispirazione, oltretutto, del distico elegiaco All'Aurora, una delle prime Odi barbare di Giosuè Carducci.

## Libri
- La filologia comparata e la filologia classica, Napoli 1875
- La scienza delle religioni, prolusione inaugurale dell'anno accademico, pronunciata all'Università di Napoli il 16 novembre 1882
- Shakespeare e Goethe nei versi di Vincenzo Monti, Firenze, Sansoni, 1897
- Il carretto di argilla, traduzione di M. Kerbaker, Arpino, Giovanni Fraioli, 1908
- Scritti inediti, a cura di Carlo Formichi e Vittore Pisani, 6 voll., Roma 1933-39
- Numerose traduzioni dalle letterature europee classiche e moderne (Aristofane, Goethe, ecc.)